# Phan Tư Nghĩa
Phan Tư Nghĩa (1910 - 2009) nhà hoạt động chính trị Việt Nam, đảng viên Đảng Cộng sản Pháp, Ủy viên Ủy ban Nhân dân Cách mạng Bắc Bộ năm 1945, đại biểu Quốc hội Việt Nam Khoá I, Tổng thư ký Đảng Xã hội Việt Nam, Ủy viên Ủy ban Trung ương Mặt trận Tổ quốc Việt Nam.

## Quê quán, gia đình
Phan Tư Nghĩa, sinh năm 1910, trong một gia đình quan lại phong kiến lâu đời, quê huyện Đức Thọ, tỉnh Hà Tĩnh thuộc dòng dõi cụ Phan Đình Phùng. Cha ông từng làm Án sát Ninh Bình, Tuần phủ Kiến An, Tổng đốc Bắc Ninh.

## Học tập
Ngay từ cấp tiểu học, Phan Tư Nghĩa đã được gia đình gửi vào học tại trường Albert Sarraut của Pháp ở Đông Dương. 
Con nhà quan giàu có nhưng từ nhỏ, cậu học sinh Phan Tư Nghĩa đã biết cảm thông với những người nghèo khổ, có tinh thần dân tộc. 
Năm 1925, Phan Tư Nghĩa được gia đình cho sang Pháp du học. Hơn 7 năm ở Pháp, anh đã theo học từ bậc trung học lên đại học ở nhiều trường danh tiếng của Pháp tại Paris, Bordeaux, Toulouse...

## Hoạt động cách mạng tại Pháp
Năm 1929, anh gia nhập Đảng Cộng sản Pháp; từng được Đảng bí mật cử đi dự Đại hội Quốc tế cứu trợ công nhân ở Berlin, thủ đô nước Đức và là đại biểu chính thức duy nhất người Việt Nam trong Đảng Cộng sản Pháp tham dự Đại hội lần thứ 10 của Đảng. 
Tại Đại hội này, Phan Tư Nghĩa thẳng thắn phê phán Tiểu ban Thuộc địa của Đảng Cộng sản Pháp không quan tâm đúng mức đến cuộc đấu tranh đòi quyền độc lập của Việt Nam và các nước Đông Dương, không đấu tranh chống lại cuộc khủng bố trắng của thực dân Pháp ở Đông Dương. Trước thái độ và hành động không thiện chí của một Ủy viên Bộ Chính trị Đảng Cộng sản Pháp, trực tiếp phụ trách Tiểu ban Thuộc địa, đối với Đông Dương và Việt Nam, nhất là khi vị này đưa cả mật vụ của chính quyền thực dân vào Đảng để phá hoại phong trào, Phan Tư Nghĩa tuyên bố ra khỏi Đảng Cộng sản Pháp.

## Hoạt động cách mạng trong nước
Năm 1933, Phan Tư Nghĩa rời Pháp về nước. Anh bị giam lỏng tại nhà ở Kiến An hai năm, cuối năm 1935, mới lên Hà Nội, bí mật bắt liên lạc với một đảng viên cộng sản mới ở tù ra.
Anh được giao nhiệm vụ cùng một số trí thức yêu nước Võ Nguyên Giáp, Trần Huy Liệu, Khuất Duy Tiến xuất bản tờ báo tiếng Pháp Le Travail (Lao động), đấu tranh đòi quyền dân chủ, dân sinh. Tờ báo chỉ ra được vài chục số thì bị đưa ra Toà Đại hình xét xử, sau đó phải đình bản.
Phan Tư Nghĩa lại được giao đứng ra xuất bản tờ Rassemblement (Tập hợp), tiếp tục công việc của tờ Le Travail bị bỏ dở, chủ trương tập hợp và liên minh các lực lượng dân chủ ở Đông Dương đấu tranh cho các quyền tự do, dân chủ của nhân dân dưới chế độ thực dân Pháp. Sau đó anh tham gia tổ chức Hội nghị thành lập Hội Ái hữu Báo giới Bắc kỳ.
Năm 1937, anh gia nhập chi nhánh Đảng Xã hội Pháp (SFIO) ở Đông Dương cùng với Hoàng Minh Giám, Phan Thanh. Cuối năm 1937, anh và hai người cộng sự ở báo Rassemblement lại bị đưa ra Toà Đại hình Pháp ở Đông Dương xét xử. Nhưng trước lý lẽ của ông Lambert, một luật sư người Pháp khá nổi tiếng, lại được luật sư Hồ Đắc Điềm, "nhà quý tộc lớn, em vợ của vua Khải Định", thành viên của Bồi thẩm đoàn trong vụ xử án này bảo vệ, Phan Tư Nghĩa và hai người cộng sự được xử trắng án.
Ngày 1.5.1938, Phan Tư Nghĩa là diễn giả (cùng Trần Huy Liệu) trong cuộc mít tinh chào mừng ngày Quốc tế lao động tại Nhà Đấu Xảo, Hà Nội. Năm 1944, ông bắt liên lạc được với các đảng viên Cộng sản đang hoạt động trong nội thành Hà Nội và được kết nạp vào Đảng Cộng sản Đông Dương.

## Hoạt động sau Cách mạng Tháng Tám
Cách mạng Tháng 8/1945 thành công, Phan Tư Nghĩa được cử làm Ủy viên Ủy ban Nhân dân Cách mạng Bắc Bộ phụ trách kinh tế, tài chính. Ông là thành viên Hội nghiên cứu chủ nghĩa Mác ở Đông Dương.
Ông được bầu là đại biểu Quốc hội Việt Nam khoá I đại diện tỉnh Thái Bình. Tại Kỳ họp đầu tiên của Quốc hội Khóa I năm 1946, trước âm mưu của số đại biểu Quốc dân đảng trong Quốc hội dùng một số tờ báo lá cải hồi bấy giờ, như tờ "Thiết thực", đòi thay cờ đỏ sao vàng bằng lá cờ khác làm Quốc kỳ, ông mạnh mẽ lên tiếng: "Sẽ là một sự sỉ nhục nếu muốn làm việc đó. Lá cờ đỏ sao vàng đã thấm máu bao nhiêu chiến sĩ anh hùng. Tôi đề nghị Quốc hội hãy tuyên dương trang trọng Quốc kỳ vinh quang này!" (Hồi ký Đại biểu Quốc hội Khóa I, Nhà xuất bản Chính trị Quốc gia, năm 2000, tr.121).
Phát biểu của ông được đông đảo đại biểu Quốc hội tán thành và sau biểu quyết, lá cờ đỏ sao vàng chính thức trở thành Quốc kỳ của nước ta từ đó đến nay
Sau đó ông là Tổng thư ký Đảng Xã hội Việt Nam (1946 - 56) kiêm chủ bút báo "Tiến lên" (1946 - 48).
Từ 1948 đến 1955, ông liên tục là Ủy viên, Ủy viên thường vụ Hội và Mặt trận Liên hiệp Quốc dân Việt Nam (gọi tắt là Liên Việt). Chủ tịch Hội Nghiên cứu Chủ nghĩa Mác ở Vĩnh Yên (nay thuộc Vĩnh Phúc; 1946 - 51).
Từ 1957 đến 1978, ông là Ủy viên Ban Thư ký Mặt trận Tổ quốc Việt Nam, thường trực Ủy ban Trung ương Đảng Xã hội Việt Nam, Đại biểu Quốc hội khoá II, III .
Năm 1964 ông được cử làm Hội thẩm Nhân dân Tòa án Nhân dân Tối cao . Ủy viên Ủy ban Văn hóa Xã hội của Quốc hội 
Ông được Nhà nước tặng thưởng Huân chương Độc lập hạng nhất (1984), Huy chương "Vì sự nghiệp đại đoàn kết toàn dân" (1989).
Ông mất ngày 28 tháng 1 năm 2009 .